# Propeler zrakoplova
Propeler ili elisa je aerodinamički oblikovana površina koja mehanički rad motora pretvara u vučnu ili potisnu silu, okomitu na ravninu vrtnje, koja savladava otpor zrakoplova i omogućava njegovo kretanje po zemlji ili/i let. 

## Razvoj
Prve nacrte propelera izradio je Leonardo da Vinci iako neki tragovi uporabe vode do stare Kine gdje je propeler pokretala neka tadašnja plovila. Prvi rotirajući propeler je na svoj parni stroj ugradio James Watt. U trećem stoljeću prije Krista, Grčki filozof i prirodoslovac Arhimed konstruirao je pužni vijak (Arhimedov vijak) za prebacivanje vode s nižih na viši nivo u cilju navodnjavanja.  
Prvi brodski vijak pokretan petrolejskim motorom ugradio je na manju brodicu (današnji naziv motorna brodica) Frederick Lanchester. Najveći pomak napravio je Isambard Kingdom Brunel, britanski inženjer, ugradnjom brodskog vijka na preko-oceanski brod SS Great Britain.
Rotirajući propeler aerodinamičkog oblika prvi su počeli istraživati Braća Wright otkrivši da su sva dotadašnja saznanja o propelerima (uglavnom brodski vijci) temeljena na pokušajima i greškama i da u stvari nitko nije definirao osnovni princip rada. Prvi su otkrili da se krak propelera u stvari ponaša kao krilo aviona. Sljedeće saznanje bilo je da je relativni napadni kut propelera na avionu koji se kreće prema naprijed različit na svim točkama uzduž njenog kraka što je rezultiralo vitoperenje kraka (zakretanje kraka, različiti napadni kutovi aeroprofila od korijena kraka prema njegovom vrhu). Originalni krakovi propelera bili su samo 5%  manje efikasniji od današnjih.
Alberto Santos Dumont konstruirao je propeler prije Braće Wright. Primijenivši dotadašnja saznanja pri izradi brodskog vijka napravio je propeler s čeličnom osovinom i aluminijskim kracima. Za dobivanje aerodinamičkog profila savijane su trake aluminija. Iako manje efikasna u usporedbi s propelerom Braće Wright prvi put je za izradu korišten neki metal.

## Općenito
Krilo svojom brzinom i napadnim kutom kod zrakoplova stvara korisnu silu, uzgon. Propeler kao i krilo stvara jednu vrstu uzgona, vučnu ili potisnu silu. Kod krila je ta korisna sila linearna brzina a kod propelera kružna i linearna. Prilikom pretvaranja jedne vrste rada u drugi dolazi i do gubitaka:
-trenje zraka o krakove propelera,
-vrtloženje zraka, naročito intenzivno na krajevima propelera,
-odbacivanje zračne mase unazad,
-otpor zbog stišljivosti zraka do kojih dolazi pri velikim brzinama na krajevima krakova propelera).
Broj koji pokazuje koliki dio snage razvijene na radilici motora propeler troši za progresivno gibanje aviona zove se koeficijent korisnog djelovanja (KKD). Prikazuje se u postocima kao odnos korisne snage propelera i utrošene snage motora: 
{\displaystyle KKD=\left({\frac {Pe}{P}}\cdot 100\right)} gdje je:
Pe -korisna snaga propelera u KS
P -efektivna snaga motora u KS koju propeler dobiva od motora.
Kod najboljih propelera u najpovoljnijim uvjetima rada koeficijent korisnog djelovanja je od 85%. Prosječni koeficjent je 75-85%.
Propeler se sastoji od krakova i glavčine. Može imati dva ili više kraka koji su vitopereni aerodinamički i geometrijski. Glavčina propelera veže se na vratilo motora ili osovinu reduktora. Izrađuju se od drveta, legura aluminija i čelika. Od drveta se danas izrađuju dvokraki propeleri nepromjenjivog koraka. Za miran rad motora propeler se balansira jer svaka najmanja neuravnoteženost dovodi do vibracija a veća do loma pogonske grupe i njenih dijelova.
Propeler treba ispuniti sljedeće uvjete:
-razvija dovoljnu vučnu silu pri svim uvjetima leta,
-ima što veći KKD,
-biti dovoljno čvrst i izdržljiv.
Kako bi propeler odgovorao svim ovim uvjetima, mora imati odgovarajući promjer i oblik, mora biti pravilno odabran prema zrakoplovu i motoru i mora biti izrađen od odgovarajućeg materijala. Oblik propelera određuju glavne zahtjevi koje on mora ispuniti kao i uvjeti u kojima treba raditi kao što su: 
-potpuna simetričnost (aerodinamička i težinska),
-krakovi moraju razvijati optimalnu vučnu silu, imajući najbolju aerodinamičku finesu,
-centralni dio mora biti najotporniji.
Kako bi se između spomenutih zahtjeva, koji su često u suprotnosti, našlo srednje rješenje konstruktori biraju između propelera različitih veličina i broja krakova. Postoje propeleri s dva, tri, četiri i više krakova a njihov izbor ovisi prvenstveno o namjeni zrakoplova. Propeleri za velike brzine imaju veće tetive, kako bi se najveći dio površine kraka koncentrirao na što manjoj vrijednosti promjera. Pošto se maksimalni dio vučne sile stvara na vanjskom dijelu kraka (na oko 75%), propeleri za velike brzine su karakteristični po tome što su im krakovi konstantne širine i s odsječenim krajevima. Također, i sa strijelastim krakovima propelera mogu se dobiti veće vrijednosti kritičnog, Machovog broja. Krak propelera za male brzine je vitak, sa zaobljenim krajevima.
Brzine zrakoplova kojeg pokreće motor s propelerom bit će uvijek u podzvučnom području. 

## Podjela
Propeleri zrakoplova dijele se na:
Propelere stalnog koraka -kod kojih je kut kraka unaprijed određen i učvršćen tijekom ugradnje i ne da se više mijenjati. Takav propeler podešena je za maksimalnu iskoristivost pri određenom režimu rada na štetu drugog. Krakovi se postavljaju tako da je i sposobnost penjanja i maksimalna vodoravna brzina zrakoplova zadovoljavajuća, ne i optimalna. Motor s propelerom nepromjenjivog koraka mijenja broj okretaja ovisno o brzini i visini leta. Mijenjanjem broja okretaja mijenja se i snaga motora bez utjecaja pilota na ručicu gasa.
Propelere s podešavajućim korakom -kod kojih se konstruktivni kut krakova može mijenjati na zemlji dok motor ne radi.
Propelere s dvojnim korakom –kod kojih se krakovi tijekom leta mogu postaviti u dva položaja s čime se ostvaruju dva konstruktivna kuta (dva geometrijska koraka). Mali korak se koristi za uzlijetanje i male brzine, a veliki korak za velike brzine leta.
Propelere promjenljivog koraka -mijenjaju napadni kut okretanjem svojih krakova oko uzdužne osi. S time se postiže bolja iskoristivost motora, veća brzina leta i bolje penjanje zrakoplova. Rad motora s propelerom promjenjivog koraka više ne ovisi o brzini i visini leta. Na nekim propelerima kut se može postaviti i na negativni, pri kojem dolazi do suprotne potisne sile od smjera kretanja zrakoplova. Na taj način zrakoplov koći nakon slijetanja. Negativni kut pri kretanju (rulanju) na zemlji omogućuje i kretanje zrakoplova u nazad.

## Osobine

### Geometrijske karakteristike propelera
U usporedbi propelera i krila nalaze se mnoge sličnosti. Po obliku i profilu propeler se neznatno razlikuje od krila. Krilo stvara uzgon svojom brzinom i napadnim kutom, te zrakoplov drži u zraku. I propeler stvara svojom brzinom i napadnim kutom jednu vrstu uzgona, vučnu silu, koja osigurava progresivan let. Kod krila je spomenuta brzina linearna a kod propelera kružna i linearna.

### Promjer propelera
Promjer najviše ovisi o snazi motora, uzajamnog odnosa veličine potrebne vučne sile, broja okretaja propelera, broja krakova, donosno namjene zrakoplova. Minimalna udaljenost vrha kraka propelera od tla kada se zrakoplov nalazi u vodoravnom položaju je 30 cm. Promjer propelera kreće se od 1,5 do 5 metara.

### Ravnina okretanja propelera
Krakovi propelera okreću se oko osovine i postavljeni su jedan u odnosu na druge, ovisno o njihovom broju, ravnomjerno pod određenim kutom. Krakovi propelera se okreću u zamišljenoj ravnini okretanja. 
Lokalni konstruktivni nagibni kut kraka propelera je kut između tetive elementa kraka i ravnine obrtanja. On je kod propelera nepromjenljivog koraka stalna veličina, a određuje ga konstruktor prema postavljenim uvjetima za određeni propeler, ovisno od toga za kojou se brzinu aviona želi najveći koeficijent korisnog djelovanja (KKD). Kod propelera promjenljivog koraka, konstruktivni kut se mijenja ovisno od režima leta.
Napadni kut elementa kraka propelera je kut, koji tetiva elementa kraka zaklapa s pravcem nailazećih zračnih strujnica.

## Korak propelera
Kod svakog propelera razlikuju se dva koraka:

### Teorijski  (geometrijski)
Teorijski korak propelera je put koji on prođe u nekoj otpornoj sredini, pri okretaju od 360°. Ako se propeler na dnu nekog valjka napunjenog pijeskom okrene 360°, ona će zahvaljujući konstruktivnim kutovima elemenata krakova, prijeći određen put, zapravo podići će se na određenu visinu. U stvari krakovi propelera, sjekući pijesak u valjku, za sobom su ostavili izvjesnu prazninu. Kada bi se ta praznina ispunila s nekim materijalom, dobila bi se površina koja ima oblik vijka. Taj vijak bi pri uvrtanju u čvrstu masu, za svaki okretaj napravio put jednak teorijskom koraku propelera.
Ako se promatra valjak u kome su krakovi propelera napravili put od 360°, površina bi prikazivala pravokutni trokut (slika), kod kojega je osnovica jednaka obujmu valjka (2 r& pi;), kateta je teorijski korak (H) a hipotenuza put elementa kraka propelera. Kut između osnovice i hipotenuze je konstruktivni kut (φ´).
Teorijski korak propelera određen je konstruktivnim kutom elementa kraka propelera, a postavlja se prema željenim uvjetima kojima propeler mora udovoljiti.

### Stvarni  (aerodinamički)
Stvarni (aerodinamički korak propelera je put koji on prijeđe u letu u okretaju za 360°. Veličina nije stalna, proporcionalno ovisi o brzini zrakoplova a obrnuto proporcionalno broju okretaja motora.